# Deschambault Lake
Der Deschambault Lake ist ein See in der kanadischen Provinz Saskatchewan.

## Lage
Der 324 m hoch gelegene Deschambault Lake befindet sich 100 km östlich der Stadt Flin Flon. Die Wasserfläche des Deschambault Lake beträgt 532 km², die Gesamtfläche einschließlich Inseln liegt bei 542 km². Der See besitzt im Südwesten eine große offene Seefläche, die Ballantyne Bay. In das westliche Seeufer mündet der Deschambault River. Dieser entwässert den Wapawekka Lake. Der Deschambault Lake wird an seinem Ostufer entwässert. Der Wasser fließt über die Seen Pelican Lake und Mirond Lake, den Fluss Sturgeon-weir River, die Seen Amisk Lake und Namew Lake sowie den Whitey Narrows und dem Cumberland Lake zum Saskatchewan River ab.
Der Saskatchewan Highway 106 führt von Flin Flon am südöstlichen Seeufer des Deschambault Lake vorbei nach Südwesten zum Saskatchewan Highway 55. 